# Lorde/Diskografie
Diese Diskografie ist eine Übersicht über die musikalischen Werke der neuseeländisch-kroatischen Musikerin Lorde. Den Quellenangaben und Schallplattenauszeichnungen zufolge hat sie bisher mehr als 64,9 Millionen Tonträger verkauft. Ihre erfolgreichste Veröffentlichung ist die Single Royals mit über 19,9 Millionen verkauften Einheiten.

## Alben

### Studioalben
| Jahr | Titel Musiklabel                   | Höchstplatzierung, Gesamtwochen, AuszeichnungChartplatzierungen (Jahr, Titel, Musiklabel, Platzierungen, Wochen, Auszeichnungen, Anmerkungen) | Höchstplatzierung, Gesamtwochen, AuszeichnungChartplatzierungen (Jahr, Titel, Musiklabel, Platzierungen, Wochen, Auszeichnungen, Anmerkungen) | Höchstplatzierung, Gesamtwochen, AuszeichnungChartplatzierungen (Jahr, Titel, Musiklabel, Platzierungen, Wochen, Auszeichnungen, Anmerkungen) | Höchstplatzierung, Gesamtwochen, AuszeichnungChartplatzierungen (Jahr, Titel, Musiklabel, Platzierungen, Wochen, Auszeichnungen, Anmerkungen) | Höchstplatzierung, Gesamtwochen, AuszeichnungChartplatzierungen (Jahr, Titel, Musiklabel, Platzierungen, Wochen, Auszeichnungen, Anmerkungen) | Höchstplatzierung, Gesamtwochen, AuszeichnungChartplatzierungen (Jahr, Titel, Musiklabel, Platzierungen, Wochen, Auszeichnungen, Anmerkungen) | Höchstplatzierung, Gesamtwochen, AuszeichnungChartplatzierungen (Jahr, Titel, Musiklabel, Platzierungen, Wochen, Auszeichnungen, Anmerkungen) | Anmerkungen                                                    |
| Jahr | Titel Musiklabel                   | DE | AT | CH | UK | US | AU | NZ | Anmerkungen                                                    |
| ---- | ---------------------------------- | --- | --- | --- | --- | --- | --- | --- | -------------------------------------------------------------- |
| 2013 | Pure Heroine Universal Music (UMG) | DE13 Platin · (55 Wo.)DE | AT14 Platin · (28 Wo.)AT | CH8 (41 Wo.)CH | UK4 Platin · (51 Wo.)UK | US3 ×6Sechsfachplatin · (107 Wo.)US | AU1 ×4Vierfachplatin · (58 Wo.)AU | NZ1 ×5Fünffachplatin · (78 Wo.)NZ | Erstveröffentlichung: 27. September 2013 Verkäufe: + 7.782.000 |
| 2017 | Melodrama Universal Music (UMG)    | DE11 (10 Wo.)DE | AT8 Gold · (6 Wo.)AT | CH7 (7 Wo.)CH | UK5 Gold · (21 Wo.)UK | US1 Platin · (43 Wo.)US | AU1 ×2Doppelplatin · (40 Wo.)AU | NZ1 ×2Doppelplatin · (61 Wo.)NZ | Erstveröffentlichung: 16. Juni 2017 Verkäufe: + 1.591.500      |
| 2021 | Solar Power Universal Music (UMG)  | DE4 (4 Wo.)DE | AT4 (4 Wo.)AT | CH2 (3 Wo.)CH | UK2 Silber · (4 Wo.)UK | US5 (4 Wo.)US | AU1 (6 Wo.)AU | NZ1 Gold · (17 Wo.)NZ | Erstveröffentlichung: 20. August 2021 Verkäufe: + 67.500       |
| 2025 | Virgin Universal Music (UMG)       | DE3 (5 Wo.)DE | AT1 (… Wo.)AT | CH3 (… Wo.)CH | UK1 (… Wo.)UK | US2 (… Wo.)US | AU1 (… Wo.)AU | NZ1 (… Wo.)NZ | Erstveröffentlichung: 27. Juni 2025                            |

### EPs
| Jahr | Titel Musiklabel                       | Höchstplatzierung, Gesamtwochen, AuszeichnungChartplatzierungen (Jahr, Titel, Musiklabel, Platzierungen, Wochen, Auszeichnungen, Anmerkungen) | Höchstplatzierung, Gesamtwochen, AuszeichnungChartplatzierungen (Jahr, Titel, Musiklabel, Platzierungen, Wochen, Auszeichnungen, Anmerkungen) | Höchstplatzierung, Gesamtwochen, AuszeichnungChartplatzierungen (Jahr, Titel, Musiklabel, Platzierungen, Wochen, Auszeichnungen, Anmerkungen) | Höchstplatzierung, Gesamtwochen, AuszeichnungChartplatzierungen (Jahr, Titel, Musiklabel, Platzierungen, Wochen, Auszeichnungen, Anmerkungen) | Höchstplatzierung, Gesamtwochen, AuszeichnungChartplatzierungen (Jahr, Titel, Musiklabel, Platzierungen, Wochen, Auszeichnungen, Anmerkungen) | Höchstplatzierung, Gesamtwochen, AuszeichnungChartplatzierungen (Jahr, Titel, Musiklabel, Platzierungen, Wochen, Auszeichnungen, Anmerkungen) | Höchstplatzierung, Gesamtwochen, AuszeichnungChartplatzierungen (Jahr, Titel, Musiklabel, Platzierungen, Wochen, Auszeichnungen, Anmerkungen) | Anmerkungen                                              |
| Jahr | Titel Musiklabel                       | DE | AT | CH | UK | US | AU | NZ | Anmerkungen                                              |
| ---- | -------------------------------------- | --- | --- | --- | --- | --- | --- | --- | -------------------------------------------------------- |
| 2013 | The Love Club EP Universal Music (UMG) | — | — | — | — | US23 (16 Wo.)US | AU2 a ×1616-fach-Platin · (42 Wo.)AU | NZ2 ×3Dreifachplatin · (41 Wo.)NZ | Erstveröffentlichung: 8. März 2013 Verkäufe: + 1.305.000 |
| 2013 | Tennis Court EP Universal Music (UMG)  | — | — | — | — | — | — | — | Erstveröffentlichung: 7. Juni 2013                       |
| 2013 | Live in Concert Universal Music (UMG)  | — | — | — | — | — | — | — | Erstveröffentlichung: 10. September 2013                 |
| 2021 | Te ao mārama Universal Music (UMG)     | — | — | — | — | — | — | NZ4 (3 Wo.)NZ | Erstveröffentlichung: 9. September 2021                  |

## Singles

### Als Leadmusikerin
| Jahr | Titel Album                                                                                               | Höchstplatzierung, Gesamtwochen, AuszeichnungChartplatzierungen (Jahr, Titel, Album, Platzierungen, Wochen, Auszeichnungen, Anmerkungen) | Höchstplatzierung, Gesamtwochen, AuszeichnungChartplatzierungen (Jahr, Titel, Album, Platzierungen, Wochen, Auszeichnungen, Anmerkungen) | Höchstplatzierung, Gesamtwochen, AuszeichnungChartplatzierungen (Jahr, Titel, Album, Platzierungen, Wochen, Auszeichnungen, Anmerkungen) | Höchstplatzierung, Gesamtwochen, AuszeichnungChartplatzierungen (Jahr, Titel, Album, Platzierungen, Wochen, Auszeichnungen, Anmerkungen) | Höchstplatzierung, Gesamtwochen, AuszeichnungChartplatzierungen (Jahr, Titel, Album, Platzierungen, Wochen, Auszeichnungen, Anmerkungen) | Höchstplatzierung, Gesamtwochen, AuszeichnungChartplatzierungen (Jahr, Titel, Album, Platzierungen, Wochen, Auszeichnungen, Anmerkungen) | Höchstplatzierung, Gesamtwochen, AuszeichnungChartplatzierungen (Jahr, Titel, Album, Platzierungen, Wochen, Auszeichnungen, Anmerkungen) | Anmerkungen                                                                                   |
| Jahr | Titel Album                                                                                               | DE | AT | CH | UK | US | AU | NZ | Anmerkungen                                                                                   |
| --- | --- | --- | --- | --- | --- | --- | --- | --- | --------------------------------------------------------------------------------------------- |
| 2013 | Tennis Court Tennis Court EP • Pure Heroine                                                               | DE83 (1 Wo.)DE | — | — | UK78 Silber · (3 Wo.)UK | US71 ×2Doppelplatin · (18 Wo.)US | AU20 ×5Fünffachplatin · (22 Wo.)AU | NZ1 ×3Dreifachplatin · (21 Wo.)NZ | Erstveröffentlichung: 7. Juni 2013 Verkäufe: + 2.875.000                                      |
| 2013 | Royals The Love Club EP • Pure Heroine                                                                    | DE8 ×3Dreifachgold · (33 Wo.)DE | AT2 ×2Doppelplatin · (26 Wo.)AT | CH3 Gold · (31 Wo.)CH | UK1 ×3Dreifachplatin · (34 Wo.)UK | US1 ×5Diamant + Fünffachplatin · (44 Wo.)US                                                                                              | AU— aAU | NZ1 ×7Siebenfachplatin · (51 Wo.)NZ | Erstveröffentlichung: 2. August 2013 Verkäufe: + 19.920.833                                   |
| 2013 | Team Pure Heroine                                                                                         | DE20 Gold · (26 Wo.)DE | AT10 Platin · (20 Wo.)AT | CH14 (18 Wo.)CH | UK29 Platin · (9 Wo.)UK | US6 ×6Sechsfachplatin · (38 Wo.)US | AU19 ×7Siebenfachplatin · (23 Wo.)AU | NZ3 ×2Doppelplatin · (23 Wo.)NZ | Erstveröffentlichung: 13. September 2013 Verkäufe: + 8.420.000                                |
| 2014 | Glory and Gore Pure Heroine                                                                               | — | — | — | — | US68 Platin · (3 Wo.)US | AU— GoldAU | — | Erstveröffentlichung: 11. März 2014 Verkäufe: + 1.105.000                                     |
| 2014 | Yellow Flicker Beat Die Tribute von Panem – Mockingjay Teil 1 (O.S.T.)                                    | DE38 (7 Wo.)DE | AT35 (3 Wo.)AT | CH27 (6 Wo.)CH | UK71 (3 Wo.)UK | US34 Platin · (9 Wo.)US | AU25 Platin · (6 Wo.)AU | NZ4 Platin · (17 Wo.)NZ | Erstveröffentlichung: 29. September 2014 Verkäufe: + 1.225.000                                |
| 2017 | Green Light Melodrama                                                                                     | DE33 Gold · (10 Wo.)DE | AT19 Platin · (13 Wo.)AT | CH19 (12 Wo.)CH | UK20 ×2Doppelplatin · (18 Wo.)UK | US19 ×2Doppelplatin · (9 Wo.)US | AU4 ×8Achtfachplatin · (20 Wo.)AU | NZ1 ×2Doppelplatin · (17 Wo.)NZ | Erstveröffentlichung: 2. März 2017 Verkäufe: + 4.785.000                                      |
| 2017 | Liability Melodrama                                                                                       | — | — | CH86 (1 Wo.)CH | UK84 Gold · (2 Wo.)UK | US78 Platin · (1 Wo.)US | AU42 ×2Doppelplatin · (1 Wo.)AU | NZ8 ×2Doppelplatin · (4 Wo.)NZ | Erstveröffentlichung: 9. März 2017 Verkäufe: + 1.785.000                                      |
| 2017 | Perfect Places Melodrama                                                                                  | — | — | — | UK95 Silber · (1 Wo.)UK | US— PlatinUS | AU44 ×2Doppelplatin · (2 Wo.)AU | NZ11 ×2Doppelplatin · (4 Wo.)NZ | Erstveröffentlichung: 1. Juni 2017 Verkäufe: + 1.520.000                                      |
| 2017 | Homemade Dynamite (Remix) –                                                                               | — | — | — | — | US92 (1 Wo.)US | AU23 ×5Fünffachplatin · (22 Wo.)AU | NZ13 Platin · (18 Wo.)NZ | Erstveröffentlichung: 14. September 2017 Verkäufe: + 540.000; feat. Khalid, Post Malone & SZA |
| 2021 | Solar Power                                                                                               | DE— bDE | — | CH95 (1 Wo.)CH | UK17 Silber · (9 Wo.)UK | US64 (1 Wo.)US | AU14 Platin · (3 Wo.)AU | NZ2 Gold · (5 Wo.)NZ | Erstveröffentlichung: 10. Juni 2021 Verkäufe: + 365.000                                       |
| 2021 | Stoned at the Nail Salon Solar Power                                                                      | — | — | — | UK85 (1 Wo.)UK | — | AU— GoldAU | NZ22 (2 Wo.)NZ | Erstveröffentlichung: 21. Juli 2021 Verkäufe: + 35.000                                        |
| 2021 | Mood Ring Solar Power                                                                                     | — | — | — | UK48 (2 Wo.)UK | — | AU29 Gold · (1 Wo.)AU | NZ10 (2 Wo.)NZ | Erstveröffentlichung: 17. August 2021 Verkäufe: + 55.000                                      |
| 2024 | Take Me to the River Everyone’s Getting Involved: A Tribute to Talking Heads’ Stop Making Sense (Sampler) | — | — | — | — | — | — | — | Erstveröffentlichung: 28. März 2024 Original: Talking Heads                                   |
| 2025 | What Was That Virgin                                                                                      | DE33 (3 Wo.)DE | AT19 (2 Wo.)AT | CH33 (1 Wo.)CH | UK11 (13 Wo.)UK | US36 (4 Wo.)US | AU9 (3 Wo.)AU | NZ1 (… Wo.)NZ | Erstveröffentlichung: 24. April 2025                                                          |
| 2025 | Man of the Year Virgin                                                                                    | — | — | — | UK62 (1 Wo.)UK | — | — | NZ11 (… Wo.)NZ | Erstveröffentlichung: 29. Mai 2025                                                            |
| 2025 | Hammer Virgin                                                                                             | — | — | — | UK66 (… Wo.)UK | — | — | NZ29 (… Wo.)NZ | Erstveröffentlichung: 20. Juni 2025                                                           |
| Folgende Lieder erschienen nicht als Single, wurden aber durch das Album zum Download und Streaming bereitgestellt und konnten somit eine Platzierung erlangen: | | | | | | | | |                                                                                               |
| | | | | | | | | |                                                                                               |
| 2013 | The Love Club The Love Club EP                                                                            | — | — | — | — | — | AU— PlatinAU | NZ17 Gold · (9 Wo.)NZ | Charteinstieg: 3. Juni 2013 Verkäufe: + 165.000                                               |
| 2013 | Swingin’ Party Tennis Court EP                                                                            | — | — | — | — | — | — | NZ10 (1 Wo.)NZ | Charteinstieg: 17. Juni 2013                                                                  |
| 2013 | Everybody Wants to Rule the World Die Tribute von Panem – Catching Fire (O.S.T.)                          | — | — | — | UK65 Silber · (1 Wo.)UK | — | AU— PlatinAU | NZ14 (2 Wo.)NZ | Charteinstieg: 25. November 2013 Verkäufe: + 350.000                                          |
| 2017 | Homemade Dynamite Melodrama                                                                               | — | AT71 (2 Wo.)AT | — | UK82 Silber · (5 Wo.)UK | US— PlatinUS | — | — | Charteinstieg: 28. September 2017 Verkäufe: + 1.270.000                                       |
| 2021 | The Path Solar Power                                                                                      | — | — | — | — | — | — | NZ25 (1 Wo.)NZ | Charteinstieg: 30. August 2021                                                                |
| 2025 | Shapeshifter Virgin                                                                                       | — | — | — | UK44 (1 Wo.)UK | — | — | NZ11 (… Wo.)NZ | Charteinstieg: 4. Juli 2025                                                                   |
| 2025 | Favourite Daughter Virgin                                                                                 | — | — | — | — | — | — | NZ24 (… Wo.)NZ | Charteinstieg: 4. Juli 2025                                                                   |
| 2025 | Current Affairs Virgin                                                                                    | — | — | — | — | — | — | NZ28 (… Wo.)NZ | Charteinstieg: 4. Juli 2025                                                                   |

### Als Gastmusikerin
| Jahr | Titel Album                                                                       | Höchstplatzierung, Gesamtwochen, AuszeichnungChartplatzierungen (Jahr, Titel, Album, Platzierungen, Wochen, Auszeichnungen, Anmerkungen) | Höchstplatzierung, Gesamtwochen, AuszeichnungChartplatzierungen (Jahr, Titel, Album, Platzierungen, Wochen, Auszeichnungen, Anmerkungen) | Höchstplatzierung, Gesamtwochen, AuszeichnungChartplatzierungen (Jahr, Titel, Album, Platzierungen, Wochen, Auszeichnungen, Anmerkungen) | Höchstplatzierung, Gesamtwochen, AuszeichnungChartplatzierungen (Jahr, Titel, Album, Platzierungen, Wochen, Auszeichnungen, Anmerkungen) | Höchstplatzierung, Gesamtwochen, AuszeichnungChartplatzierungen (Jahr, Titel, Album, Platzierungen, Wochen, Auszeichnungen, Anmerkungen) | Höchstplatzierung, Gesamtwochen, AuszeichnungChartplatzierungen (Jahr, Titel, Album, Platzierungen, Wochen, Auszeichnungen, Anmerkungen) | Höchstplatzierung, Gesamtwochen, AuszeichnungChartplatzierungen (Jahr, Titel, Album, Platzierungen, Wochen, Auszeichnungen, Anmerkungen) | Anmerkungen                                                                               |
| Jahr | Titel Album                                                                       | DE | AT | CH | UK | US | AU | NZ | Anmerkungen                                                                               |
| ---- | --------------------------------------------------------------------------------- | --- | --- | --- | --- | --- | --- | --- | ----------------------------------------------------------------------------------------- |
| 2014 | Meltdown Die Tribute von Panem – Mockingjay Teil 1 (O.S.T.)                       | — | — | — | — | — | — | — | Erstveröffentlichung: 17. November 2014 Stromae feat. Lorde, Pusha T, Q-Tip & Haim        |
| 2015 | Team Ball Player Thing –                                                          | — | — | — | — | — | — | NZ2 (2 Wo.)NZ | Erstveröffentlichung: 10. September 2015 als Teil von #KiwisCureBatten                    |
| 2015 | Magnets Caracal                                                                   | — | — | — | UK71 Silber · (2 Wo.)UK | — | AU14 ×3Dreifachplatin · (12 Wo.)AU | NZ2 ×2Doppelplatin · (17 Wo.)NZ | Erstveröffentlichung: 28. September 2015 Verkäufe: + 500.000; Disclosure feat. Lorde      |
| 2021 | Blouse Sling                                                                      | — | — | — | — | — | — | — | Erstveröffentlichung: 11. Juni 2021 Begleitgesang bei Clairo                              |
| 2024 | Girl, So Confusing (Remix) Brat and It’s Completely Different but Also Still Brat | — | — | — | — | US63 (2 Wo.)US | — | — | Erstveröffentlichung: 21. Juni 2024 Charli xcx feat. Lorde                                |
| 2025 | Mind Loaded –                                                                     | — | — | — | — | — | — | — | Erstveröffentlichung: 17. Juli 2025 Blood Orange feat. Lorde, Mustafa & Caroline Polachek |

## Musikvideos
| Jahr | Titel                                   | Regie                             |
| ---- | --------------------------------------- | --------------------------------- |
| 2013 | Royals                                  | Joel Kefali (2 Versionen)         |
| 2013 | Tennis Court                            | Joel Kefali                       |
| 2013 | Team                                    | Young Replicant                   |
| 2014 | Yellow Flicker Beat                     | Emily Kai Bock                    |
| 2015 | Magnets                                 | Ryan Hope                         |
| 2017 | Green Light                             | Grant Singer                      |
| 2017 | Perfect Places                          | Grant Singer                      |
| 2021 | Solar Power                             | Joel Kefali, Ella Yelich-O’Connor |
| 2021 | Mood Ring                               | Joel Kefali, Ella Yelich-O’Connor |
| 2021 | Fallen Fruit                            | Joel Kefali, Ella Yelich-O’Connor |
| 2021 | Leader of a New Regime                  | Joel Kefali, Ella Yelich-O’Connor |
| 2022 | Secrets from a Girl (Who’s Seen It All) |                                   |
| 2022 | The Path                                | Joel Kefali, Ella Yelich-O’Connor |
| 2025 | What Was That                           | Talia Chetrit                     |
| 2025 | Man of the Year                         | Grant Singer                      |
| 2025 | Hammer                                  | Renell Medrano                    |

## Autorenbeteiligungen
| Jahr | Titel Album                                                    | Anmerkungen                                                                                |
| ---- | -------------------------------------------------------------- | ------------------------------------------------------------------------------------------ |
| 2014 | All My Love Die Tribute von Panem – Mockingjay Teil 1 (O.S.T.) | Erstveröffentlichung: 14. November 2014 Interpretation: Major Lazer feat. Ariana Grande    |
| 2016 | Heartlines Conscious                                           | Erstveröffentlichung: 24. Juni 2016 · Interpretation: Broods; Verkäufe: + 35.000; AU: Gold |
| 2017 | Don’t Take the Money Gone Now                                  | Erstveröffentlichung: 2. Juni 2017 Interpretation: Bleachers                               |

## Promoveröffentlichungen
Promo-Singles

| Jahr | Titel Album                                                                    | Höchstplatzierung, Gesamtwochen, AuszeichnungChartplatzierungen (Jahr, Titel, Album, Platzierungen, Wochen, Auszeichnungen, Anmerkungen) | Höchstplatzierung, Gesamtwochen, AuszeichnungChartplatzierungen (Jahr, Titel, Album, Platzierungen, Wochen, Auszeichnungen, Anmerkungen) | Höchstplatzierung, Gesamtwochen, AuszeichnungChartplatzierungen (Jahr, Titel, Album, Platzierungen, Wochen, Auszeichnungen, Anmerkungen) | Höchstplatzierung, Gesamtwochen, AuszeichnungChartplatzierungen (Jahr, Titel, Album, Platzierungen, Wochen, Auszeichnungen, Anmerkungen) | Höchstplatzierung, Gesamtwochen, AuszeichnungChartplatzierungen (Jahr, Titel, Album, Platzierungen, Wochen, Auszeichnungen, Anmerkungen) | Höchstplatzierung, Gesamtwochen, AuszeichnungChartplatzierungen (Jahr, Titel, Album, Platzierungen, Wochen, Auszeichnungen, Anmerkungen) | Höchstplatzierung, Gesamtwochen, AuszeichnungChartplatzierungen (Jahr, Titel, Album, Platzierungen, Wochen, Auszeichnungen, Anmerkungen) | Anmerkungen                                                                                           |
| Jahr | Titel Album                                                                    | DE | AT | CH | UK | US | AU | NZ | Anmerkungen                                                                                           |
| ---- | ------------------------------------------------------------------------------ | --- | --- | --- | --- | --- | --- | --- | --- |
| 2013 | Bravado The Love Club EP                                                       | — | — | — | — | — | — | NZ— GoldNZ | Erstveröffentlichung: 6. September 2013 Verkäufe: + 7.500                                             |
| 2013 | Buzzcut Season Pure Heroine                                                    | — | — | — | UK— SilberUK | US— GoldUS | AU— PlatinAU | — | Erstveröffentlichung: 23. September 2013 Verkäufe: + 910.000                                          |
| 2013 | Ribs Pure Heroine                                                              | — | AT— GoldAT | — | UK— PlatinUK | US99 ×4Vierfachplatin · (2 Wo.)US | AU— ×3DreifachplatinAU | NZ29 ×3Dreifachplatin · (6 Wo.)NZ | Erstveröffentlichung: 30. September 2013 Verkäufe: + 5.195.000                                        |
| 2013 | No Better Pure Heroine                                                         | — | — | — | — | — | — | — | Erstveröffentlichung: 13. Dezember 2013                                                               |
| 2014 | White Noise/Royals (Live) –                                                    | — | — | — | UK72 (2 Wo.)UK | — | — | — | Erstveröffentlichung: 19. Februar 2014 mit Disclosure feat. AlunaGeorge                               |
| 2014 | Flicker (Kanye West Rework) Die Tribute von Panem – Mockingjay Teil 1 (O.S.T.) | — | — | — | — | — | — | — | Erstveröffentlichung: mit Kanye West                                                                  |
| 2014 | Easy (Switch Screens) Alternate Worlds                                         | — | — | — | — | — | — | — | Erstveröffentlichung: 2014 Son Lux feat. Lorde                                                        |
| 2016 | BRITs 2016 Bowie Tribute (Live) –                                              | — | — | — | — | — | — | — | Erstveröffentlichung: 27. Februar 2016 mit David Bowie Band                                           |
| 2017 | Sober Melodrama                                                                | — | — | — | — | — | AU— GoldAU | NZ18 Gold · (1 Wo.)NZ | Erstveröffentlichung: 9. Juni 2017 Verkäufe: + 110.000                                                |
| 2018 | Supercut Melodrama                                                             | — | — | — | UK— SilberUK | US— PlatinUS | AU— ×2DoppelplatinAU | NZ— PlatinNZ | Erstveröffentlichung: 28. Februar 2018 (El-P Remix) Verkäufe: + 1.470.000; Remix feat. Run the Jewels |

## Sonderveröffentlichungen
| Jahr | Titel Album                                                                       | Anmerkungen                                                              |
| ---- | --------------------------------------------------------------------------------- | ------------------------------------------------------------------------ |
| 2012 | Piece of Mind Characters                                                          | Erstveröffentlichung: 21. Dezember 2012 And They Were Masked feat. Lorde |
| 2012 | Sands of John Characters                                                          | Erstveröffentlichung: 21. Dezember 2012 And They Were Masked feat. Lorde |
| 2014 | A World Alone American Psycho II                                                  | Erstveröffentlichung: 17. Februar 2014 Red Cafe feat. Lorde              |
| 2014 | Easy (Switch Screens) Alternate Worlds                                            | Erstveröffentlichung: 4. März 2014 Son Lux feat. Lorde                   |
| 2015 | Magnets Caracal                                                                   | Erstveröffentlichung: 25. September 2015 Disclosure feat. Lorde          |
| 2017 | Don’t Take the Money (MTV Unplugged) MTV Unplugged                                | Erstveröffentlichung: 10. November 2017 Bleachers feat. Lorde            |
| 2021 | Blouse Sling                                                                      | Erstveröffentlichung: 16. Juli 2021 Clairo feat. Lorde                   |
| 2024 | Girl, So Confusing (Remix) Brat and It’s Completely Different but Also Still Brat | Erstveröffentlichung: 11. Oktober 2024 Charli xcx feat. Lorde            |

| Jahr | Titel Album                                                                                     | Anmerkungen                                                  |
| ---- | ----------------------------------------------------------------------------------------------- | ------------------------------------------------------------ |
| 2014 | Retrograde (Live) Triple J’s Like a Version 10                                                  | Erstveröffentlichung: 10. Oktober 2014 Original: James Blake |
| 2024 | Take Me to the River Everyone’s Getting Involved: A Tribute to Talking Heads’ Stop Making Sense | Erstveröffentlichung: 17. Mai 2024 Original: James Blake     |

| Jahr | Titel Soundtrack                                                        | Anmerkungen                                                                        |
| ---- | ----------------------------------------------------------------------- | ---------------------------------------------------------------------------------- |
| 2013 | Everybody Wants to Rule the World Die Tribute von Panem – Catching Fire | Erstveröffentlichung: 15. November 2013 Original: Tears for Fears                  |
| 2014 | Flicker (Kanye West Rework) Die Tribute von Panem – Mockingjay Teil 1   | Erstveröffentlichung: 14. November 2014                                            |
| 2014 | Laddar Song Die Tribute von Panem – Mockingjay Teil 1                   | Erstveröffentlichung: 14. November 2014                                            |
| 2014 | Meltdown Die Tribute von Panem – Mockingjay Teil 1                      | Erstveröffentlichung: 14. November 2014 Stromae feat. Lorde, Pusha T, Q-Tip & Haim |
| 2014 | Yellow Flicker Beat Die Tribute von Panem – Mockingjay Teil 1           | Erstveröffentlichung: 14. November 2014                                            |

## Statistik

### Chartauswertung
|                     | DE    | AT    | CH    | UK    | US    | AU    | NZ    |
| ------------------- | ----- | ----- | ----- | ----- | ----- | ----- | ----- |
| Nummer-eins-Alben   | DE—DE | AT1AT | CH—CH | UK1UK | US1US | AU4AU | NZ4NZ |
| Top-10-Alben        | DE2DE | AT3AT | CH4CH | UK4UK | US4US | AU4AU | NZ6NZ |
| Alben in den Charts | DE4DE | AT4AT | CH4CH | UK4UK | US5US | AU4AU | NZ6NZ |

|                       | DE    | AT    | CH    | UK     | US     | AU     | NZ     |
| --------------------- | ----- | ----- | ----- | ------ | ------ | ------ | ------ |
| Nummer-eins-Singles   | DE—DE | AT—AT | CH—CH | UK1UK  | US1US  | AU—AU  | NZ4NZ  |
| Top-10-Singles        | DE1DE | AT2AT | CH1CH | UK1UK  | US2US  | AU3AU  | NZ12NZ |
| Singles in den Charts | DE6DE | AT6AT | CH6CH | UK18UK | US12US | AU12AU | NZ25NZ |

### Auszeichnungen für Musikverkäufe
Die Lieder 400 Lux (Verkäufe: + 1.110.000), A World Alone (Verkäufe: + 35.000), Hard Feelings/Loveless (Verkäufe: + 75.000), The Louvre (Verkäufe: + 145.000), White Teeth Teens (Verkäufe: + 75.000) und Writer in the Dark (Verkäufe: + 40.000) wurden weder als Singles veröffentlicht, noch konnten diese aufgrund von Downloads oder Streaming die Charts erreichen. Dennoch wurden diese mit Schallplattenauszeichnungen zertifiziert.
| Land/RegionAuszeichnungen für Musikverkäufe (Land/Region, Auszeichnungen, Verkäufe, Quellen) | Silber     | Gold       | Platin         | Diamant     | Verkäufe   | Quellen                 |
| -------------------------------------------------------------------------------------------- | ---------- | ---------- | -------------- | ----------- | ---------- | ----------------------- |
| Australien (ARIA)                                                                            | —          | 8× Gold8   | 66× Platin66   | —           | 4.900.000  | aria.com.au             |
| Belgien (BRMA)                                                                               | —          | Gold1      | —              | —           | 15.000     | ultratop.be             |
| Brasilien (PMB)                                                                              | —          | 10× Gold10 | 11× Platin11   | 3× Diamant3 | 1.540.000  | pro-musicabr.org.br     |
| Dänemark (IFPI)                                                                              | —          | 2× Gold2   | 3× Platin3     | —           | 75.000     | ifpi.dk                 |
| Deutschland (BVMI)                                                                           | —          | 3× Gold3   | 2× Platin2     | —           | 1.000.000  | musikindustrie.de       |
| Frankreich (SNEP)                                                                            | —          | Gold1      | 2× Platin2     | Diamant1    | 733.333    | snepmusique.com         |
| Irland (IRMA)                                                                                | —          | Gold1      | —              | —           | 7.500      | Einzelnachweise         |
| Italien (FIMI)                                                                               | —          | Gold1      | 4× Platin4     | —           | 165.000    | fimi.it                 |
| Kanada (MC)                                                                                  | —          | 9× Gold9   | 35× Platin35   | Diamant1    | 3.960.000  | musiccanada.com         |
| Kolumbien (ASINCOL)                                                                          | —          | Gold1      | —              | —           | 5.000      | Einzelnachweise         |
| Malaysia (RIM)                                                                               | —          | Gold1      | —              | —           | 5.000      | Einzelnachweise         |
| Mexiko (AMPROFON)                                                                            | —          | 2× Gold2   | —              | —           | 60.000     | amprofon.com.mx         |
| Neuseeland (RMNZ)                                                                            | —          | 5× Gold5   | 47× Platin47   | —           | 1.095.000  | radioscope.co.nz NZ2    |
| Norwegen (IFPI)                                                                              | —          | Gold1      | 9× Platin9     | —           | 370.000    | ifpi.no                 |
| Österreich (IFPI)                                                                            | —          | 2× Gold2   | 5× Platin5     | —           | 142.500    | ifpi.at                 |
| Polen (ZPAV)                                                                                 | —          | 2× Gold2   | —              | —           | 20.000     | olis.pl                 |
| Portugal (AFP)                                                                               | —          | Gold1      | —              | —           | 5.000      | Einzelnachweise         |
| Schweden (IFPI)                                                                              | —          | 2× Gold2   | 7× Platin7     | —           | 295.000    | sverigetopplistan.se    |
| Schweiz (IFPI)                                                                               | —          | Gold1      | —              | —           | 15.000     | hitparade.ch            |
| Singapur (RIAS)                                                                              | —          | —          | Platin1        | —           | 10.000     | rias.org.sg             |
| Spanien (Promusicae)                                                                         | —          | 3× Gold3   | 2× Platin2     | —           | 120.000    | elportaldemusica.es ES2 |
| Vereinigte Staaten (RIAA)                                                                    | —          | Gold1      | 33× Platin33   | Diamant1    | 43.560.000 | riaa.com                |
| Vereinigtes Königreich (BPI)                                                                 | 9× Silber9 | 2× Gold2   | 8× Platin8     | —           | 6.801.000  | bpi.co.uk               |
| Insgesamt                                                                                    | 9× Silber9 | 60× Gold60 | 235× Platin235 | 6× Diamant6 |            |                         |